# Чемпионат СССР по самбо 1959
13-й чемпионат СССР по самбо проходил в Москве с 2 по 5 апреля 1959 года. В соревнованиях участвовало 172 спортсмена от 14 союзных республик и городов Москвы и Ленинграда.

## Медалисты
| Весовая категория           | Золото                                      | Серебро                                 | Бронза                                      |
| --------------------------- | ------------------------------------------- | --------------------------------------- | ------------------------------------------- |
| Наилегчайший вес (до 56 кг) | Лаврентий Кациашвили «Колмеурне» (Тбилиси)  | К. Инсаридзе «Динамо» (Тбилиси)         | Валерий Фраер «Динамо» (Москва)             |
| Легчайший вес (до 60 кг)    | Александр Лукичёв «Буревестник» (Москва)    | Сергей Иванов «Динамо» (Ленинград)      | В. Карелин «Динамо» (Москва)                |
| Полулёгкий вес (до 64 кг)   | Олег Степанов «Буревестник» (Москва)        | Н. Попков «Динамо» (Новосибирск)        | Робинзон Сесиашвили «Буревестник» (Тбилиси) |
| Лёгкий вес (до 68 кг)       | Юрий Чистов «Динамо» (Ленинград)            | Сергей Великотный «Даугава» (Рига)      | Арон Боголюбов «Динамо» (Ленинград)         |
| Полусредний вес (до 72 кг)  | Евгений Глориозов «Буревестник» (Москва)    | Борис Климович «Динамо» (Ленинград)     | Супьян Зубайраев «Буревестник» (РСФСР)      |
| Средний вес (до 77 кг)      | Альфред Каращук «Буревестник» (Москва)      | Илья Ципурский «Буревестник» (Москва)   | В. Новиков «Динамо» (Ленинград)             |
| Полутяжёлый вес (до 85 кг)  | Генрих Шульц «Буревестник» (Москва)         | Анзор Зурабаули «Буревестник» (Тбилиси) | Юрий Заболоцкий «Буревестник» (Москва)      |
| Тяжёлый вес (свыше 85 кг)   | Суракат Асиятилов «Буревестник» (Махачкала) | Амиран Вардошвили «Колмеурне» (Тбилиси) | Отар Шинджикашвили «Динамо» (Тбилиси)       |